# Mesobracon punctatus
Mesobracon punctatus är en stekelart som beskrevs av Szepligeti 1914. Mesobracon punctatus ingår i släktet Mesobracon och familjen bracksteklar. Inga underarter finns listade i Catalogue of Life.